# CEMS
A CEMS (Community of European Management Schools) együttműködés a világ vezető üzleti iskolái és egyetemei, valamint multinacionális vállalatok és ún. NGO-k között. A szervezet 28 európai, észak- és dél-amerikai, ázsiai és ausztrál egyetemből; több mint 76 vállalati partnerből és 7 szociális partnerből áll.

## CEMS MIM
A CEMS Master's in International Management (a továbbiakban CEMS MIM) program a világ egyik vezető üzleti mesterprogramja. Az egyéves egyetemi graduális program a CEMS-ben részt vevő egyetemek, üzleti iskolák és nemzetközi vállalatok multilaterális együttműködésén alapul.
A programban kizárólag a CEMS tagintézmények hallgatói vehetnek részt. A Financial Times nemzetközi felméréseiben a CEMS MIM több kategóriában is kiváló eredményt ért el. A program hosszú távon bizonyítja sikerét, hiszen 2009-ben elnyerte a világ legjobb üzleti programjának járó címet, valamint azóta is minden évben az első három között végez. Így a világ első igazán nemzetközi mesterdiplomájának tekinthető.
CEMS MIM eredmények a Financial Times menedzsment mesterképzés rangsorában, 2005-12
| Év                              | 2005 | 2006 | 2007 | 2008 | 2009 | 2010 | 2011 | 2012 | 2013 |
| ------------------------------- | ---- | ---- | ---- | ---- | ---- | ---- | ---- | ---- | ---- |
| Éves helyezés                   | 3.   | 2.   | 2.   | 3.   | 1.   | 2.   | 2.   | 3.   | 7.   |
| 3 éves helyezés                 | NA   | NA   | 2.   | 2.   | 2.   | 1.   | 1.   | 1.   | 4.   |
| Kombinált nemzetközi eredmények | 1.   | 1.   | 1.   | 1.   | 1.   | 1.   | 1.   | 1.   | ..   |

A CEMS program fő törekvése, hogy új mércét állítson a nemzetközi üzleti mesterprogramok között, képzést és kutatási lehetőséget biztosítva azoknak a kiválasztott diákoknak, akik globális környezetben működő vállalatok fejlesztését és vezetését tervezik.
A képzés résztvevői kitűnő kompetenciákkal rendelkeznek a következő területeken:
-	kiváló tanulmányi eredményekés szakmai képességek,
-	rugalmasság és a változó környezethez való alkalmazkodás képessége,
-	különböző kultúrák, értékek és magatartásformák iránt tanúsított érzékenység és empátia, és
-	társadalmi felelősségvállalás.
A CEMS MIM képzés egy ún. alapszemeszterből (mely általában a hazai egyetemi program részét is képezi) és a hallgató választása szerinti partnerintézményben eltöltött külföldi félévből áll. Az egyetemi szakmai követelmények teljesítésén túl a CEMS diploma megszerzéséhez egyéb követelmények teljesítése is szükséges: vállalati partnerekkel együttműködésben kidolgozott üzleti projekt (CEMS Business Project), skill szemináriumok, kötelező nemzetközi szakmai gyakorlat és két felsőfokú nyelvvizsga.
A CEMS MIM programban a magas színvonalú egyetemi képzés és az elméleti ismeretek mellett kiemelt szerepet kapnak a gyakorlati üzleti készségek, az idegen nyelvek tárgyalási szintű ismerete és a korai nemzetközi tapasztalatok.
A folyamatosan magas színvonal fenntartásának érdekében a partnerintézmények a CEMS MIM mesterképzésre csak korlátozott számú hallgatónak biztosítanak helyet. A kiválasztási eljárás rendkívül összetett és szigorú: a legtöbb intézmény már a felvételi folyamat előtt magas követelményeket állít a jelentkezők elé, mint például a kitűnő tanulmány átlag és a kiváló idegen nyelvi készségek.
A partnerintézmények eltérő felvételi követelményeket állíthatnak a diákok elé, azonban többnyire követelmény, hogy a hallgató még a CEMS MIM programba való jelentkezés előtt felvételt nyerjen egy a partnerintézményben folyó üzleti mesterképzésre. A CEMS Master's in International Management képzés ezért egyfajta kettős diplomának is tekinthető, mivel a programot elvégzők mind a hazai egyetem általános, mind pedig a CEMS nemzetközi diplomáját is elnyerik.

## CEMS Alumni Association (CAA)
CEMS Alumni Association
A CEMS Alumni Association (a továbbiakban CAA) egy egyesület, mely lehetővé teszi, hogy a CEMS diplomások további multikulturális élményeket és tapasztalatot szerezhessenek. Az 1993-ban alapított egyesület egy nemzetközi hálózat a világ CEMS diplomásai között. Eddig 7800 diák diplomázott és vált ezáltal CEMS alumnivá.
A CAA helyi bizottságok által számos országban jelen van. Ezek a bizottságok felelősek a helyi alumnival való kapcsolattartásért, továbbá professzionális és egyéb szociális események szervezésért.

## CEMS Partner Egyetemek
- Ausztrália: University of Sydney Business School, Sydney
- Ausztria: WU, Vienna University of Economics and Business, Bécs
- Belgium: Louvain School of Management, Université Catholique de Louvain része, Louvain-la-Neuve
- Brazília: Fundação Getulio Vargas-EAESP, São Paulo
- Hongkong Különleges Igazgatású Terület (Kína): Hong Kong University of Science and Technology Business School, Hongkong
- Chile: Universidad Adolfo Ibáñez, Santiago
- Csehország: University of Economics, Prague, Prága
- Dánia: Copenhagen Business School, Koppenhága
- Egyesült Királyság: LSE, London School of Economics and Political Science, London
- Finnország: Aalto University School of Economics, Helsinki
- Franciaország: HEC Paris, Párizs
- India: Indian Institute of Management Calcutta, Kalkutta
- Írország: Michael Smurfit Graduate School of Business, part of University College Dublin, Dublin
- Japán: Keio Egyetem, Tokió
- Kanada: Richard Ivey School of Business, University of Western Ontario, London
- Kína: Tsinghua University School of Economics and Management, Peking
- Lengyelország: Warsaw School of Economics (SGH), Varsó
- Hollandia: Rotterdam School of Management, Erasmus University, Rotterdam
- Magyarország: Corvinus University of Budapest, Budapest
- Németország: Universität zu Köln, Köln
- Norvégia: Norwegian School of Economics (NHH), Bergen
- Olaszország: Università Commerciale Luigi Bocconi, Milánó
- Oroszország: Graduate School of Management (St. Petersburg State University), Szentpétervár
- Portugália: Nova School of Business and Economics, Lisszabon
- Spanyolország: ESADE Business School, Barcelona
- Svájc: University of St. Gallen, St. Gallen
- Svédország: Handelshögskolan i Stockholm (Stockholm School of Economics), Stockholm
- Szingapúr: NUS Business School, part of National University of Singapore, Szingapúr
- Törökország: Koç University, Isztambul

## CEMS Vállalati Partnerek
CEMS programnak jelenleg 74 vállalati partnere van, melyek pénzügyileg támogatják, emberi erőforrást biztosítanak, valamint egyéb módon járulnak hozzá a képzéshez. A vállalatok tanfolyamokat tartanak, melyek egy-egy képesség fejlesztését célozzák meg; előadásokat tartanak; meghívják a CEMS diákokat vállalati eseményekre, ahol a diákok bizonyos vállalati gyakorlatokról tanulnak vagy esettanulmányokat oldanak meg. Ezek az események hasznosak, mivel a vállalatot népszerűsítik a diákok körében, mialatt a diákok valós problémákkal és megoldásokkal találkoznak.
A partnerek listája:
| - A.T. Kearney - ABB - Arçelik - Arla Foods - AstraZeneca - Barilla Group - Beiersdorf - BNP Paribas Fortis - Catalent - CIB Bank - Crédit Agricole - Credit Suisse - Daymon Worldwide - Deloitte Touche Tohmatsu - Deutsche Bank - EADS - EDP - Energias de Portugal - EF Education First - Eni International Resources - Fidelity International - Fung (1937) Management Ltd. - GDF Suez - Google LLC - Henkel AG & Co. KGaA - HSBC | - Indesit Company s.p.a. - ING Group - Kerry Group - Kikkoman Corporation - KONE - Kowa Company Ltd. - KPMG - Lawson, Inc. - L’Oréal - LVMH - Maersk - MasterCard - McKinsey & Company - Millennium bcp - Banco Comercial Português - MOL Group - Mondi AG - Nestlé - Nokia - Nomura Securities Co. - Novo Nordisk - Oesterreichische Nationalbank - OMV Aktiengesellschaft - PricewaterhouseCoopers - Procter & Gamble - QBE Insurance | - Reckitt Benckiser - SABMiller plc - Salesforce.com - Santander Group - Sberbank - Schindler Group - Schneider Electric - Scotiabank - Shell - Siemens Management Consulting - Sistema - Škoda Auto AS - Société Générale - Statkraft AS - Statoil - Swiss Re - Thomson Reuters - UBS - Unibail-Rodamco - UniCredit - Vodafone - Whirlpool - Wolseley plc - Zurich Financial Services |

## CEMS Szociális Partnerek
Az első szociális partner 2010-ben csatlakozott a szervezethez. Ezek az elsők azon NGO-k közül, amelyek a vállalati partnerekhez azonos módon járulnak hozzá a szövetséghez (a diákok kiválasztása; szervezet irányítása; gyakorlati lehetőségek biztosítása). Ez a kezdeményezés része a CEMS jelentős CSR (LINK arra, hogy mi a CSR) mozgalmának. Ezenfelül CEMS aláírta a Felelős Menedzsment Képzés Elv (PRME: Principles of Responsible Management Education) nyilatkozatát.
- CARE International
- Fairtrade Labelling Organizations International
- Transparency International
- United Nations Alliance of Civilizations (UNAOC)

## CEMS Club Budapest
A CEMS Club Budapest egy diákszervezet, mely a Budapesti Corvinus Egyetem CEMS-es tanulóit képviseli és támogatja. Célja az aktív helyi CEMS közösség fenntartása mely a diákok, vállalati partnerek és az alumni közötti személyes és professzionális kapcsolatokon alapszik. Mindezt számos szociális, kulturális és akadémiai program szervezésével igyekszik elérni. Bővebb információért látogasson el a klub honlapjára!

## Külső linkek
- Hivatalos CEMS honlap.
- Hivatalos CEMS kiadványok.
- Magyar CEMS honlap.
- Magyar CEMS kiadványok.
- 2012 Financial Times menedzsment mesterképzés rangsor Archiválva 2013. január 30-i dátummal a Wayback Machine-ben.
- 2013 Financial Times menedzsment mesterképzés rangsor Archiválva 2021. október 30-i dátummal a Wayback Machine-ben.